# Bailar la sangre
 Bailar la sangre  es una película de Argentina filmada en colores dirigida por Gato Martínez Cantó y Eloísa Tarruella sobre su propio guion que se estrenó el 30 de mayo de 2019 y tuvo como actores principales a Jonathan Acosta, Brenda Bianchimano, Gastón Stazzone y Mimí Ardu. Colaboró en la coreografía Eva Iglesias.

## Producción
Los directores filmaron en el edificio de Industrias Metalúrgicas y Plásticas Argentina, una fábrica ubicada en Buenos Aires explotada por una cooperativa donde también funciona un centro cultural. El guion se terminó de completar durante el montaje.

## Sinopsis
Una compañía de artistas `ocupa` una fábrica administrada por sus trabajadores con el propósito de montar la obra Bodas de sangre, de Federico García Lorca e indaga sobre el flamenco.

## Reparto
Intervinieron en el filme los siguientes intérpretes:
- Jonathan Acosta	...	Novio
- Brenda Bianchimano	...	Novia
- Gastón Stazzone	...	Leonardo
- Mimí Ardu	...	Madre

## Críticas
Juan Pablo Russo escribió:

Bailar la sangre muestra a lo largo de sus casi 70 minutos el surgimiento de la idea, la elección de los actores-bailarines, los ensayos y el montaje final, a la vez que en otro plano, mientras los actores investigan sobre García Lorca, tiende puentes con el espectador resignificando la obra en el presente. Los directores, resuelven con solvencia, no solo la línea narrativa que se refiere a lo creativo sino también el retrato austero, pero no por eso menor, que hacen de la figura de García Lorca, profundizando sobre todo durante la etapa que el poeta español tuvo en Buenos Aires.

La crítica del sitio cinefreaks.net dice:

”¿Existe una identidad para un flamenco del sur, portuario, urbano y postindustrial? Este documental de creación, fusión de textos, se anima a dar otro paso de exploración lorquiana, un paso de baile… propuesta…cuya mayor intención es romper con lo tradicional y con una entrega completa por parte de los protagonistas que se traslada al espectador, atravesando los límites del teatro. A través de Bodas de sangre…nos conectamos con una tremenda pasión con la intención de sentir la obra como nuestra y cercana a esta tierra, puesto que Lorca conocía muy bien el universo femenino lo cual es sustancial para lograr la armonía y energía artística que se merece y aquí, en Bs. As. asumió el artista que era debido a la gran popularidad que tuvo…Lorca buscaba las zonas de la pérdida de los límites, al igual que el flamenco; este film amalgama danza, coreografía, actuación, música, pasión, dramaturgia; atraviesa las paredes de un teatro estructurado que nada tendría que ver con un artista como Lorca.